# Francis Jeffers
Francis ("Franny") Jeffers (Liverpool, 25 januari 1981) is een betaald voetballer uit Engeland, die speelt als aanvaller. Hij zit sinds de zomer van 2011 zonder club nadat hij transfervrij vertrok bij Motherwell FC.

## Clubcarrière
Jeffers begon zijn loopbaan in de jeugd van Everton. Hij speelde nadien clubvoetbal in zijn vaderland Engeland voor onder meer Charlton Athletic en Arsenal. Met de club uit Londen won hij in het seizoen 2001-2002 zowel de landstitel als de FA Cup.

## Interlandcarrière
Onder leiding van bondscoach Howard Wilkinson nam Jeffers in 2000 met Engeland U21 deel aan het Europees kampioenschap in Slowakije. Jeffers speelde één keer voor de nationale ploeg van Engeland, en wel op 12 februari 2003 in de vriendschappelijke thuiswedstrijd tegen Australië onder leiding van bondscoach Sven-Göran Eriksson. Ook Paul Konchesky (Charlton Athletic), Jermaine Jenas (Newcastle United), Paul Robinson (Leeds United), Wayne Rooney (Everton) en James Beattie (Southampton) debuteerden in dat duel voor Engeland. Jeffers nam in de 70ste minuut de enige treffer van de thuisploeg voor zijn rekening. Australië won het duel op Upton Park met 3-1, dankzij goals van Tony Popović, Harry Kewell en Brett Emerton.

## Erelijst
Arsenal
- Premier League

2002
- FA Cup

2002, 2003
- Community Shield

2002